# Rudzienko (powiat otwocki)
Rudzienko – wieś sołeckaw Polsce położona w województwie mazowieckim, w powiecie otwockim, w gminie Kołbiel. Przechodzi przez nią droga krajowa nr 50.
W Rudzienku znajdują się: kościół parafialny, remiza Ochotniczej Straży Pożarnej i szkoła podstawowa.
Część wiernych Kościoła rzymskokatolickiego należy do parafii św. Kazimierza Królewicza w Grzebowilku.
Około 2 km na zachód przepływa rzeka Świder. Na tym odcinku jest chroniona, jako rezerwat przyrody Świder

## Historia
Po raz pierwszy miejscowość jest wymieniana w księdze sądowej z Czerska z 1408 roku. Wspomina się tam o rycerzu Stanisławie Golibku z Małego Rudna. Wieś była wtedy kolonią Rudna, a obie należały do rodu Rudzińskich herbu Prus III.
Wieś szlachecka położona była w drugiej połowie XVI wieku w powiecie garwolińskim ziemi czerskiej województwa mazowieckiego.
Wieś wielokrotnie zmieniała właścicieli aż do roku 1944, kiedy folwark znacjonalizowano, a ziemię rozparcelowano między chłopów.
W latach 1975–1998 miejscowość należała administracyjnie do województwa siedleckiego. W okresie II Rzeczypospolitej wchodziła w skład gminy Glinianka. Gmina ta już nie istnieje.

### Historia nazwy
Po raz pierwszy miejscowość pojawiła się pod nazwą Małe Rudno w roku 1408 i była zapisana jako Male Ruthno.
Od 1576 roku mowa już w dokumentach o Rudna minor, w odróżnieniu od Rudna magna lub Rudna maiori, jaką określano pobliskie Rudno.
Od roku 1791 Rudzienko jest już znane pod nazwą współczesną.

### Rozwój wsi i wzrost liczby ludności
| Rok  | Liczba ludności       | Liczba domów        |
| ---- | --------------------- | ------------------- |
| 1827 | 229                   | 18                  |
| 1888 | 353                   |                     |
| 1921 | 506 (+ 91 w folwarku) | 87 (+ 6 w folwarku) |
| 2003 | 682                   |                     |
| 2013 | 675                   |                     |

### Historia Ochotniczej Straży Pożarnej
Historia Straży Pożarnej w Rudzienku rozpoczyna się w 1909 roku. Sprzedano wtedy władzom carskim grunty należące do wspólnoty wiejskiej. Środki ze sprzedaży zdeponowano w banku w Petersburgu, z zastrzeżeniem że mogą zostać przeznaczone jedynie na cel wspólny i za zgodą wszystkich mieszkańców. Inicjatywę taką podjęto już rok później, ale bez sukcesu.
Dopiero w 1911 udało się owe środki wykorzystać na zakup sprzętu gaśniczego, oraz postawienie budynku.
Inicjatywa, aby zorganizować Ochotniczą Straż Pożarną, narodziła się w 1917 roku po dwóch pożarach w Kołbieli, które wybuchły w tym samym tygodniu i pozostawiły po sobie jedynie 10% zabudowy. Niestety niemieckie władze okupacyjne nie wyraziły na to zgody.
OSP w Rudzienku została założona dopiero w 1918 roku, po odzyskaniu niepodległości.
W latach II wojny światowej OSP w Rudzienku została rozwiązana i odrodziła się dopiero po okupacji.
W 1987 roku strażacy przenieśli swoją siedzibę do nowego budynku. Poza funkcjami niezbędnymi do pełnienia statutowych zadań, służy ona pozyskiwaniu środków na działalność jednostki. Mieści się tu sklep. Okazjonalnie organizowane są dyskoteki oraz wesela.

### Historia szkoły podstawowej
Pierwsza szkoła w Rudzienku powstała w 1921 roku. Jej siedziba znajdowała się we dworze. Działała tak przez trzy kolejne lata szkolne, do 1924 roku.
Od 1928 roku, gdy szkoła wznowiła działalność, aż do wybuchu II wojny światowej szkoła mieściła się w domu jednego z gospodarzy.
Szkoła działała również w latach okupacji, począwszy od 1940 roku.
W 1944 roku, po zakończeniu działań wojennych w rejonie, szkołę przeniesiono do dworu.
W 1989 roku szkoła przeniosła swą siedzibę do nowego budynku obok dworu.
W 2010 roku szkole został nadany patron. Nosi teraz imię Kawalerów Orderu Uśmiechu.

### Parafia Miłosierdzia Bożego

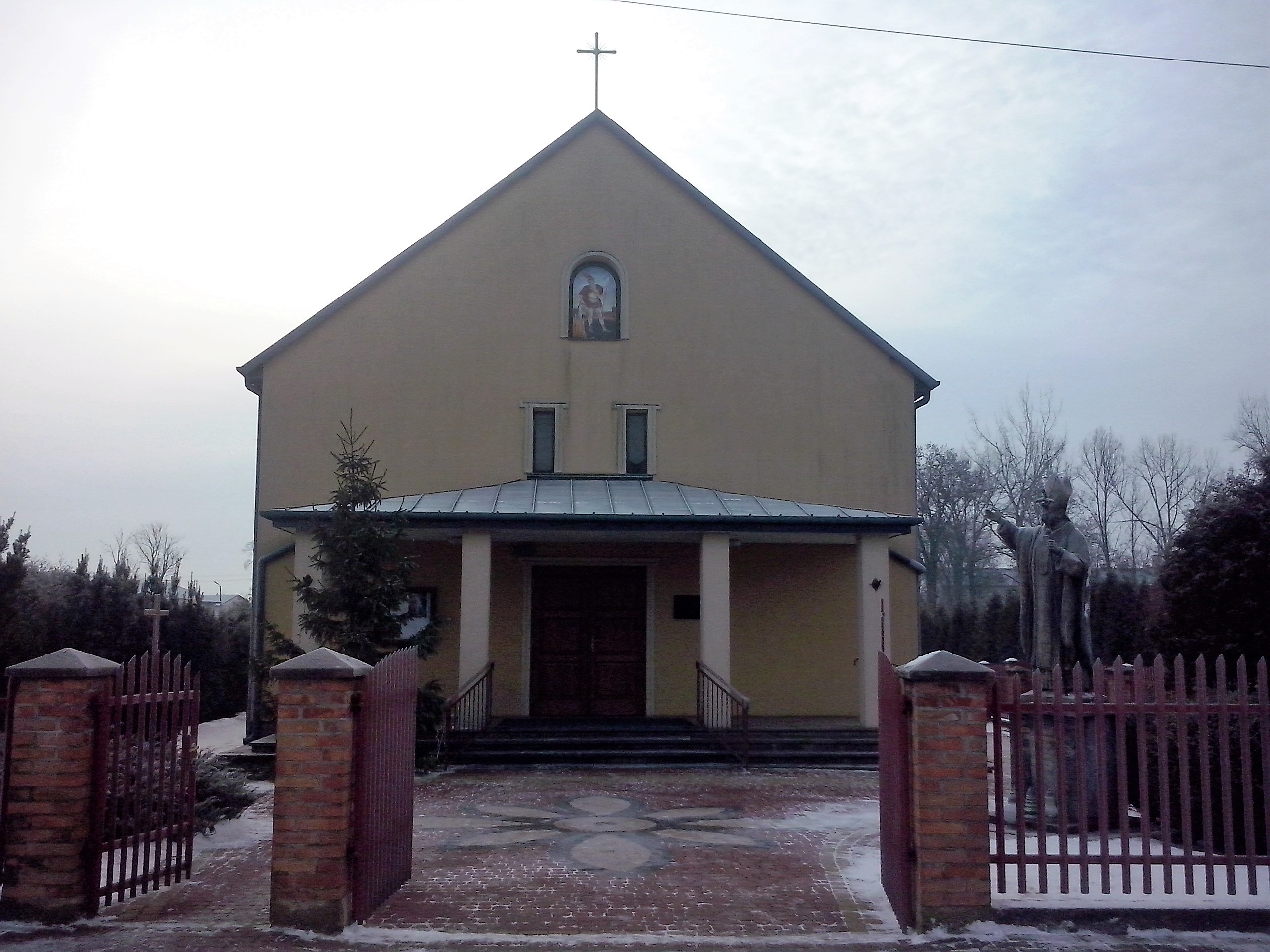
Kościół Miłosierdzia Bożego

Kościół w Rudzienku został poświęcony 27 czerwca 1992 roku. Wieś należała wówczas do parafii Świętej Trójcy w Kołbieli. Parafię Miłosierdzia Bożego założono w 1999 roku. Należy do Dekanatu mińskiego-św. Antoniego.

## Zabytki i ważne budynki

### Dwór
Dwór w Rudzienku powstał między rokiem 1825 a 1840. Zbudowano go dla Marianny z Chrzanowskich Młyńskiej. Jest to drewniany dworek klasycystyczny.
Po II wojnie światowej, w 1946 roku, dwór został znacjonalizowany, a majątek rozparcelowany. Od 1944 roku mieściła się w nim szkoła, która dopiero w 1989 przeniesiona została do zbudowanego tuż obok nowego budynku. W celu poprawienia warunków lokalowych zmieniono ciągi komunikacyjne w budynku, dewastując jego pierwotny charakter
Dwór został rozebrany w 2000 roku i przeniesiony do skansenu w Suchej. Tam powtórnie go złożono i odrestaurowano.

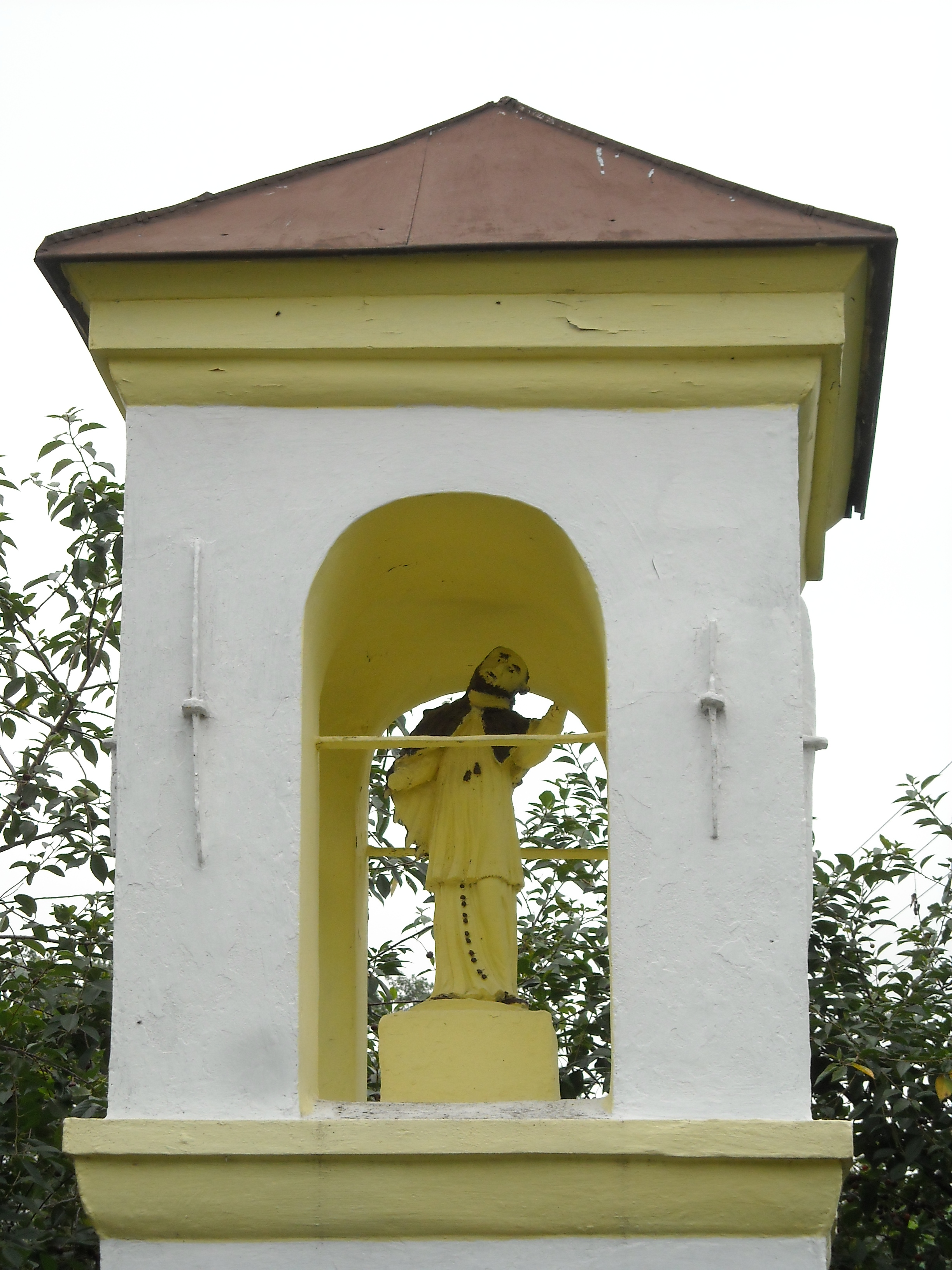
Figurka św. Jana Nepomucena w kapliczne w Rudzienku

### Lamus
Lamus powstał w tym samym okresie co dwór. Był w całości murowany, parterowy. Miał wysokie piwnice. Obecnie pozostały same mury, na których zaczynają rosnąć drzewa.

### Park dworski
Park dworski w Rudzienku powstał wraz z dworem. Został założony w stylu klasycystycznym. Otaczają go stawy. Obecnie park jest zaniedbany i zarośnięty. Rosną w nim pomniki przyrody.

### Kapliczki i krzyże
We wsi znajduje się wiele kapliczek oraz krzyży. Znajdują się one przy każdej drodze wylotowej ze wsi. Obecnie tylko najnowsze zabudowania znajdują się poza ich obrębem.
Te pierwsze znajdują się również na posesjach i zawsze są wyeksponowane tak, by je było widać z drogi. Najczęściej przedstawiają Matkę Boską. W miejscowej gwarze nazywane są figurkami bądź figurami.

#### Kapliczka przydrożna z figurą Św. Jana Nepomucena
Kapliczka jest datowana na 1 poł. XIX wieku. Jest murowana, kryta dachem, a wewnątrz znajduje się rzeźba Św. Jana Nepomucena z tego samego okresu.